# Menjagrà gorjablanc
El menjagrà gorjablanc (Sporophila albogularis) és un ocell de la família dels tràupids (Thraupidae).

## Hàbitat i distribució
Habita zones arbustives a les terres baixes de l'est del Brasil.